# Kẹp tóc

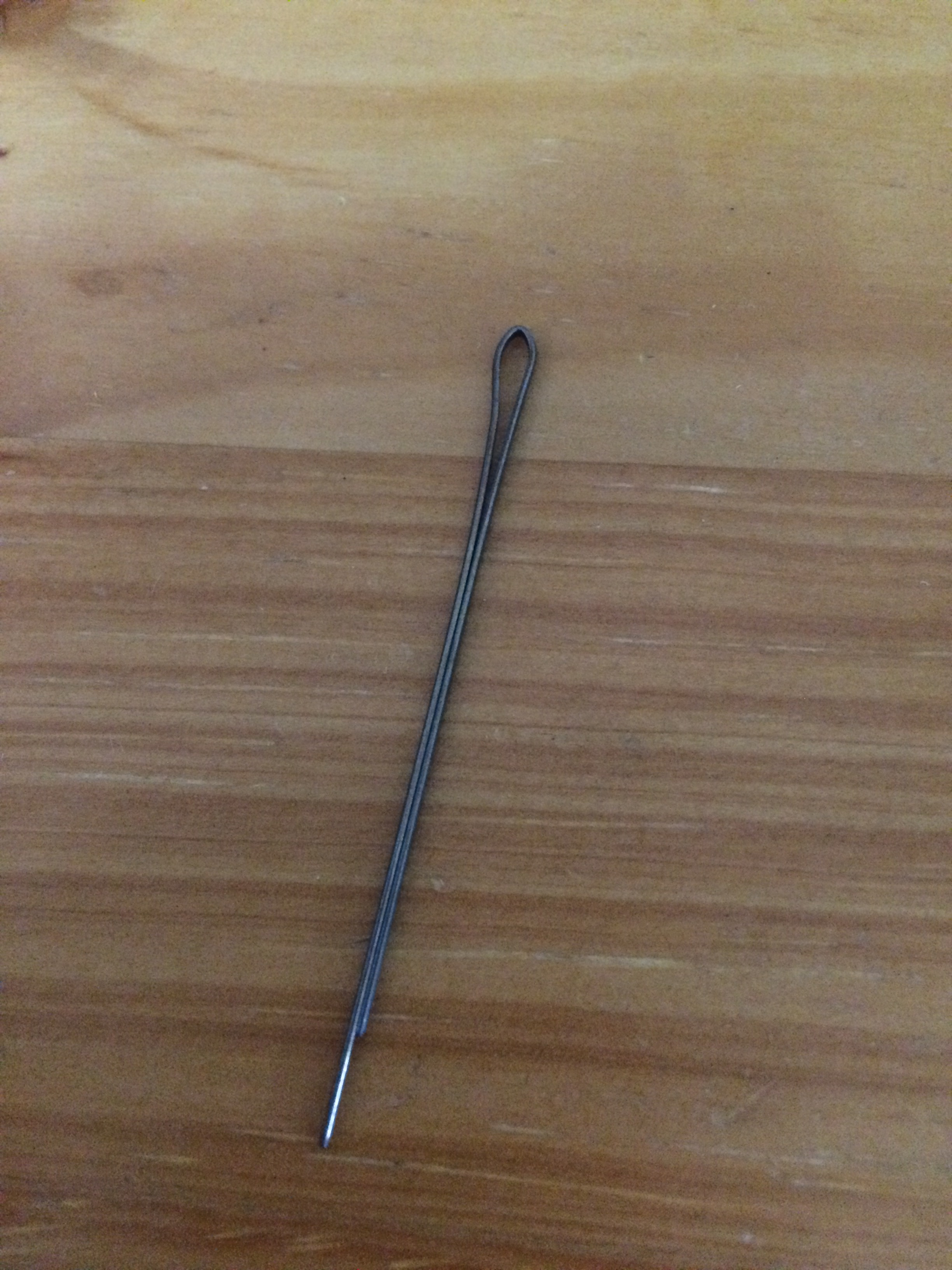
Kẹp tóc hiện đại

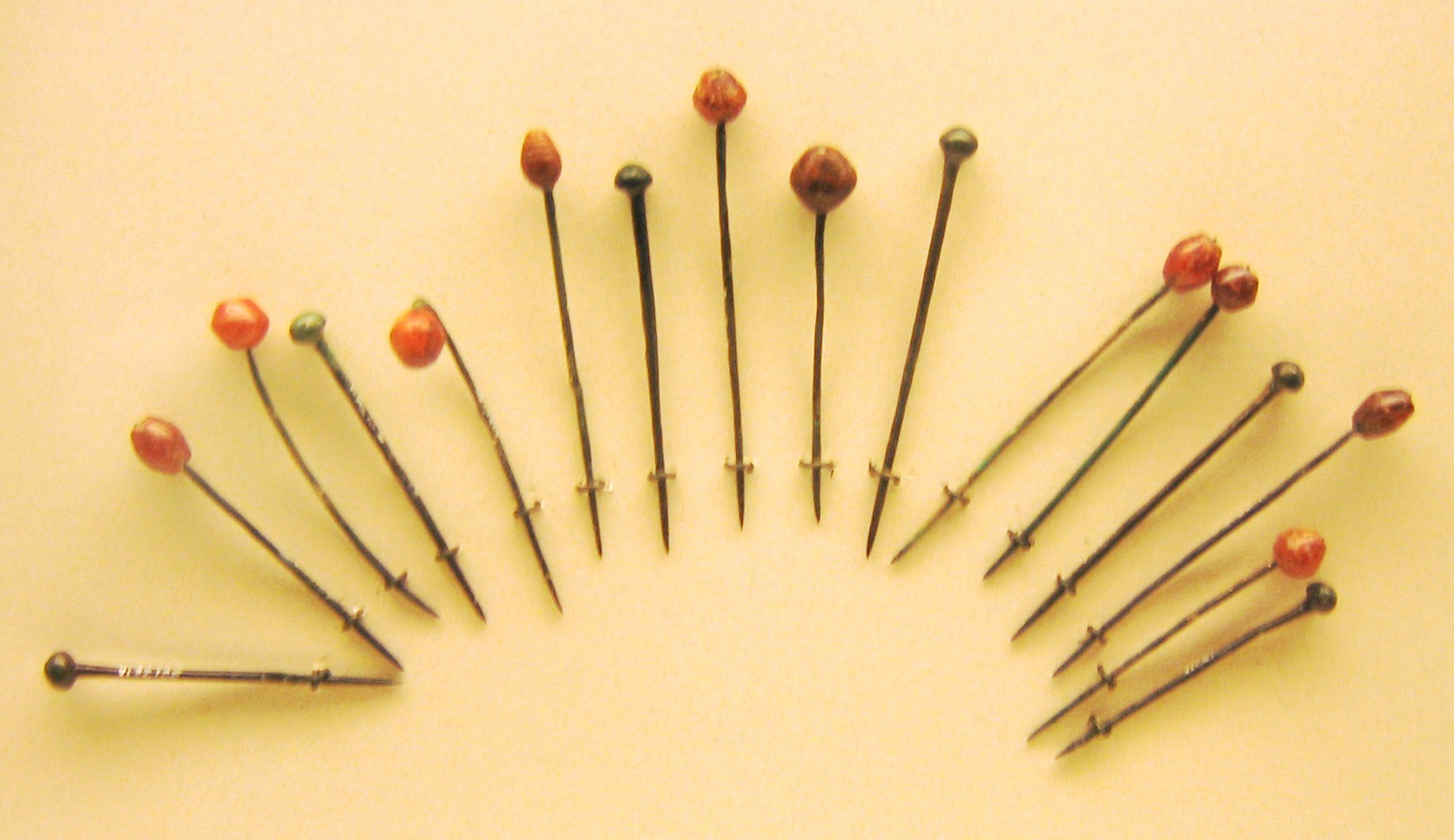
Kẹp tóc cổ đại, khoảng năm 600 TCN

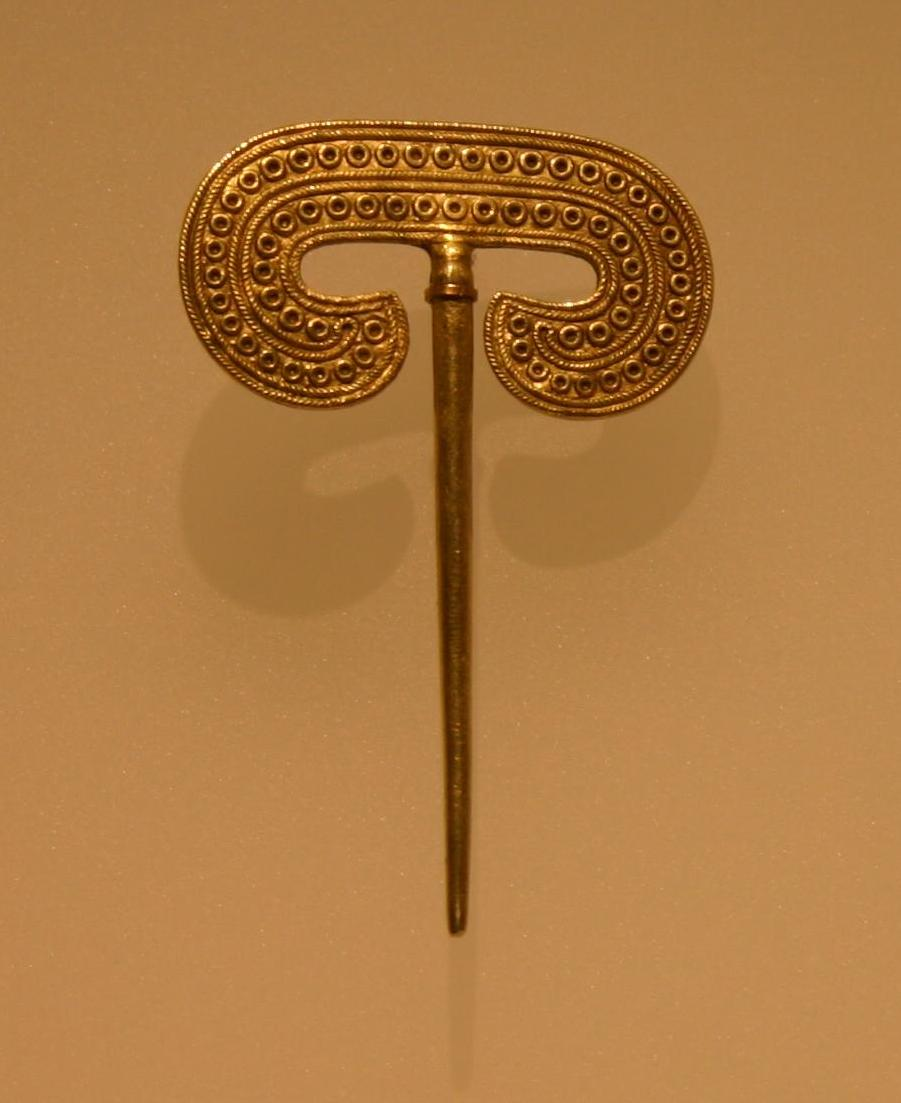
Châm cài đầu bằng vàng ở Georgia, thiên niên kỷ thứ 3 TCN

Kẹp tóc, cặp tóc hay trâm cài là một dụng cụ dùng để cố định tóc. Kiểu dáng điển hình của kẹp là một que dài, nhọn, giúp ghim búi tóc lại hoặc tạo một kiểu tóc tuỳ ý. Bằng chứng sớm nhất về việc làm tóc xuất hiện trên những bức tượng thần Vệ nữ Brassempouy và tượng thần Vệ nữ Willendorf, cách đây 25.000 - 30.000 năm. Việc tạo kiểu tóc, nhất là ở phụ nữ, là một nét văn hoá phổ biến ở nhiều nơi trên thế giới.
Thời Ai Cập cổ đại, chiếc kẹp tóc làm bằng gỗ, ngà, kim loại, hợp kim đồng. Kẹp và trâm cài tóc từng là món đồ xa xỉ của người Ai Cập, sau này là người Hy Lạp, Etrusca và La Mã. Năm 1901, nhà phát minh người New Zealand Ernest Godward cho ra đời cặp tăm (bobby pin), một loại kẹp tóc thông dụng ngày nay.
Về kiểu dáng, hiện có nhiều loại kẹp khác nhau, có loại được đính đá hoặc chế tác cầu kỳ tạo điểm nhấn, có loại gần như vô hình khi được ghim bên trong mái tóc. Loại kẹp đơn giản chỉ là một que dài, trong khi nhiều loai kẹp khác uốn hình chữ u hoặc kèm theo chốt bấm.

## Hình ảnh

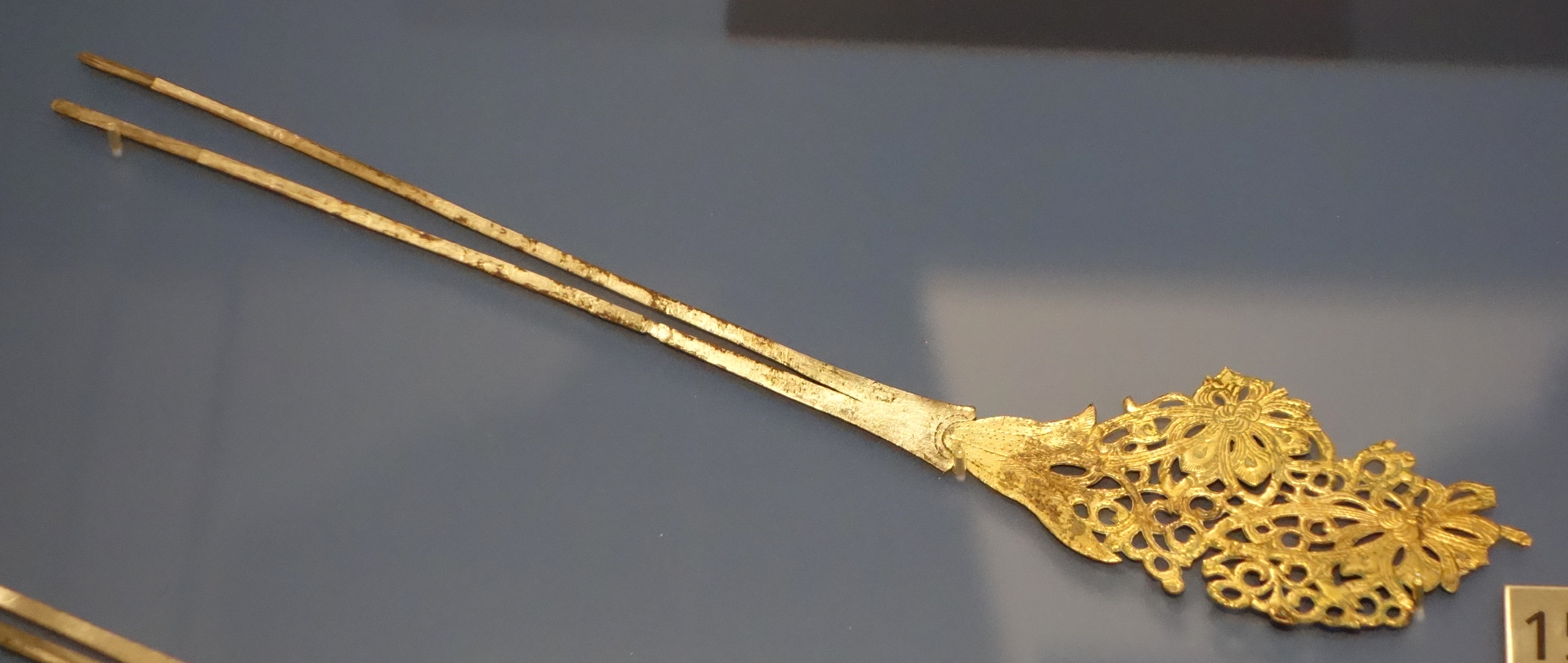
Kẹp nhà Đường (618–907)
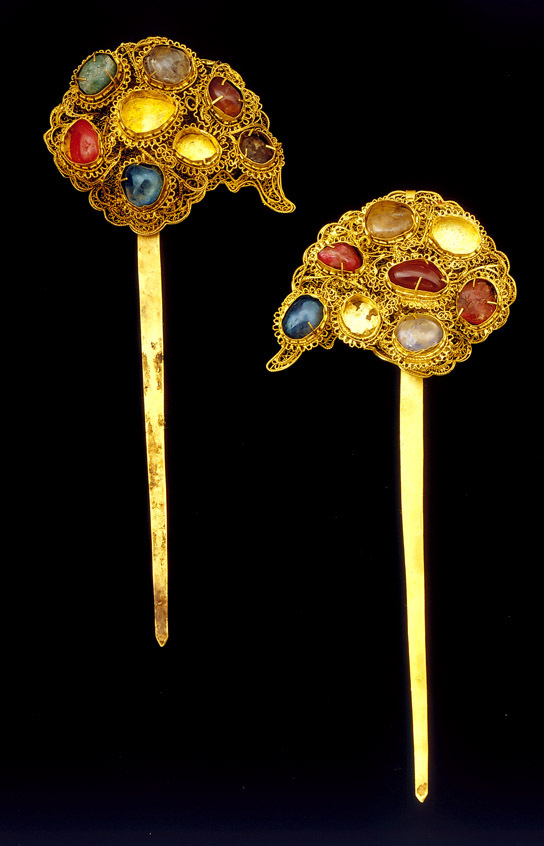
Kẹp nhà Minh thế kỷ 15
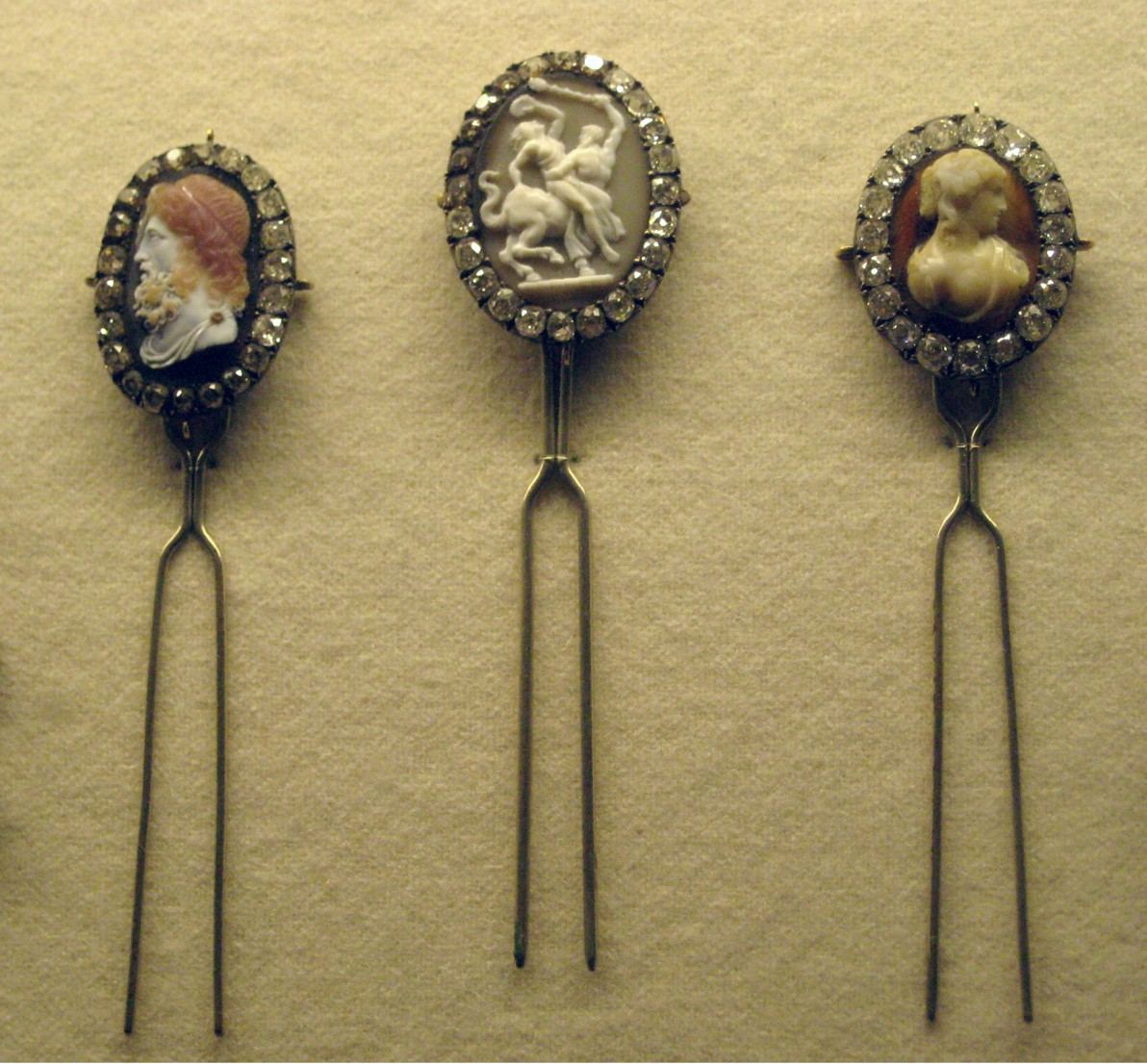
Kẹp ở Moskva, Nga
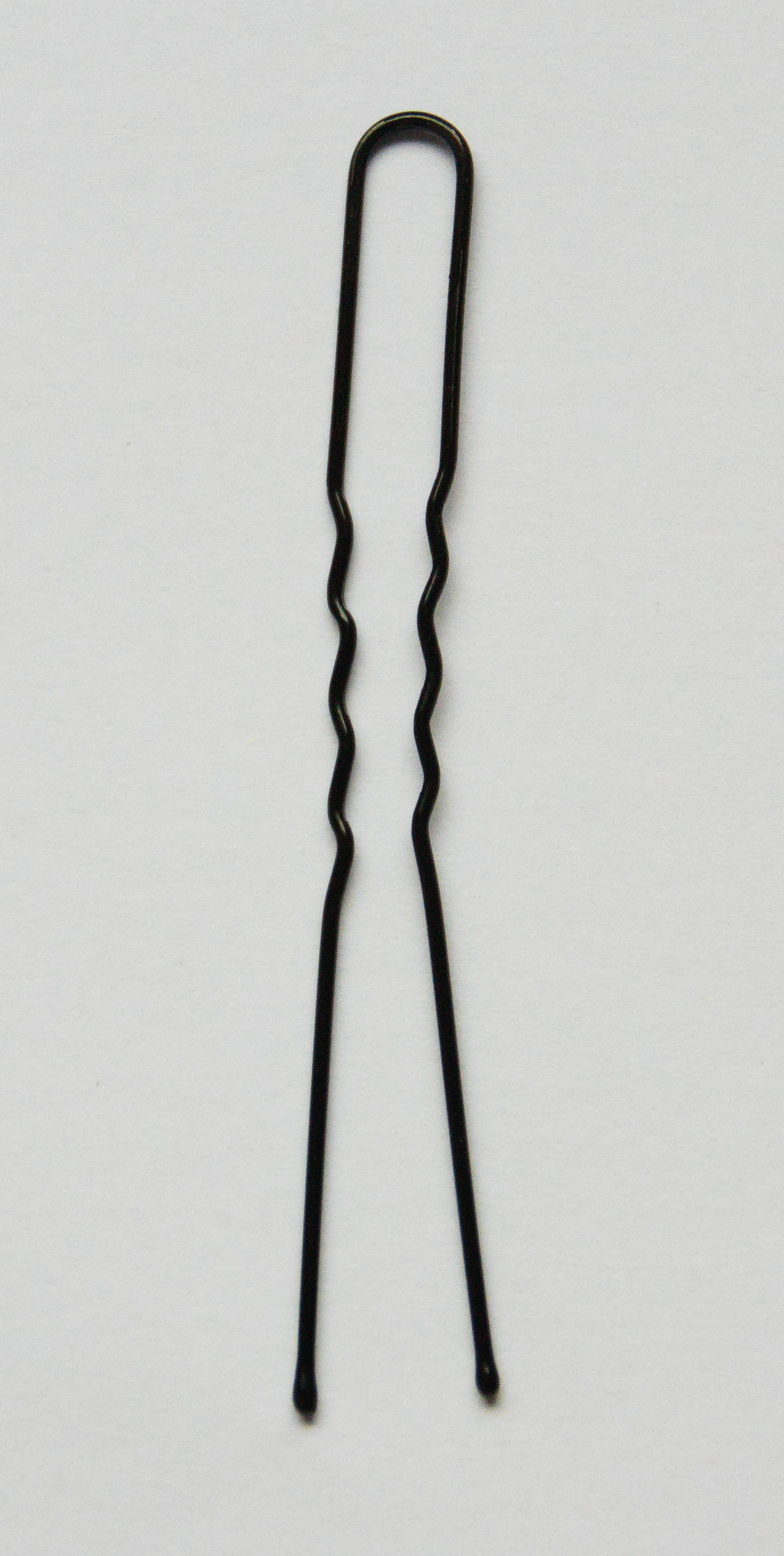
Kẹp chữ u hiện đại